# Stefan Graf (Diplomat)

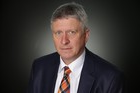

Stefan Graf (* 6. September 1956 in Bonn) ist ein deutscher Diplomat, der unter anderem von 2013 bis 2016 Botschafter der Bundesrepublik Deutschland in Gabun war.

## Leben
Graf absolvierte nach dem Abitur 1976 zunächst eine Ausbildung im gehobenen Auswärtigen Dienst, die er 1979 abschloss. Im Anschluss war er von 1980 bis 1983 an der Ständigen Vertretung bei den Vereinten Nationen in New York City sowie zwischen 1983 und 1986 an der Botschaft in Tripolis, Libyen tätig. Nach seiner Rückkehr folgte von 1986 bis 1992 eine Verwendung in der Zentralabteilung des Auswärtigen Amtes in Bonn sowie zwischen 1992 und 1994 die Ausbildung für den Höheren Dienst in der Akademie des Auswärtigen Amts. Nach deren Abschluss arbeitete er von 1994 bis 1998 als Referent in der Europaabteilung und der Kulturabteilung des Auswärtigen Amtes und befasste sich danach zwischen 1998 und 2000 in der Zentralabteilung mit der Aufbauorganisation für das Auswärtige Amt in Berlin im Zuge der Verlegung des Dienstsitzes von Bonn nach Berlin.
Daraufhin war Graf von 2000 bis 2004 Konsul für Politik und Kultur am Generalkonsulat in New York City sowie zwischen 2004 und 2006 stellvertretender Leiter des Generalkonsulats in Chennai, ehe er von 2006 bis 2009 Generalkonsul in Bangalore war. Nach seiner Rückkehr nach Deutschland fungierte er zwischen 2009 und 2013 im Auswärtigen Amt als stellvertretender Leiter des Referats AP 04 (Südasien) und war als solcher auch zuständig für das Länderteam Indien. Im Juli 2013 wurde er Nachfolger von Christian Rumplecker als Botschafter der Bundesrepublik Deutschland in Gabun und war als solcher zugleich als Botschafter in São Tomé und Príncipe akkreditiert sowie Ständiger Vertreter bei der Zentralafrikanischen Wirtschaftsgemeinschaft (CEEAC). Diese Posten bekleidete er bis 2016 und wurde dann durch Burkhard Ducoffre abgelöst.
Seit August 2016 war Stefan Graf als Stellvertretender Generalkonsul am Generalkonsulat der Bundesrepublik Deutschland in Istanbul tätig. Mit Ablauf des 30. Juni 2022 trat er in den Ruhestand. 
Er lebt und malt in Istanbul.
Stefan Graf ist verheiratet und Vater von zwei Söhnen und einer Tochter.